# Sonam Wangchuk

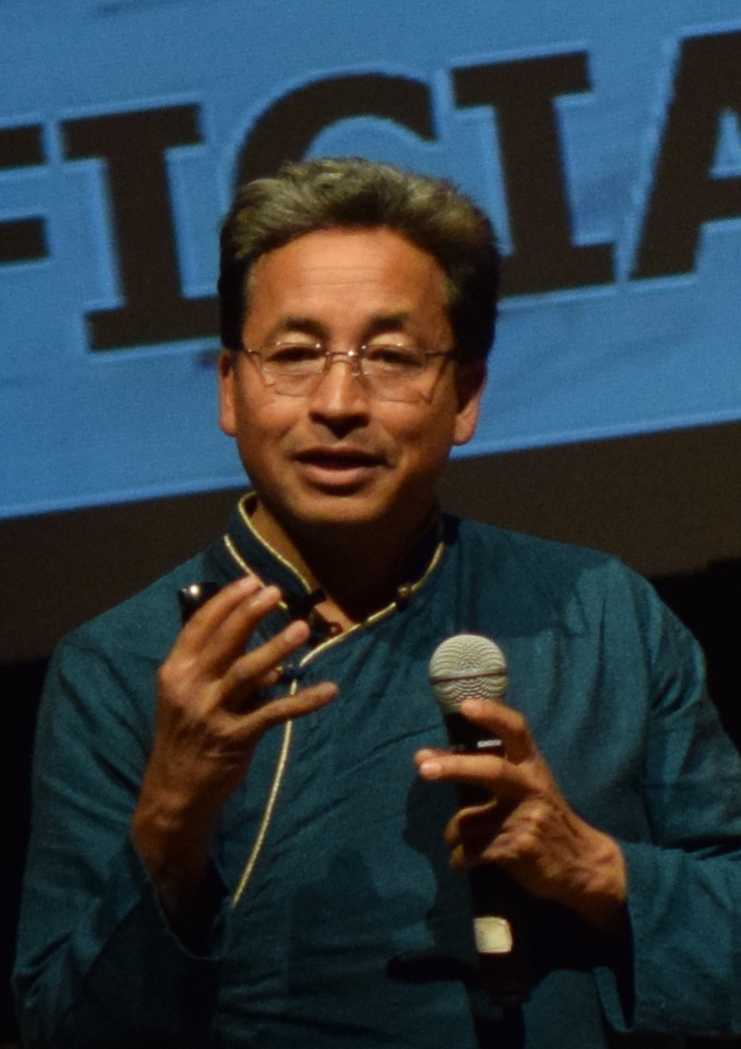
Sonam Wangchuk

Sonam Wangchuk (* 1966 in Ladakh) ist ein indischer Ingenieur, Erfinder und Umweltschützer, der sich insbesondere für die Verbesserung der Lebensbedingungen in seiner Heimatregion Ladakh einsetzt.

## Leben
Sonam Wangchuk wurde 1966 in Ladakh geboren und wuchs in dieser abgelegenen Bergregion im Norden Indiens auf. Erst mit neun Jahren begann er die Schule zu besuchen, wo er als Angehöriger einer ethnischen Minderheit Schwierigkeiten hatte. Mit elf Jahren flüchtete er allein nach Delhi, um seinen Fall der Schulverwaltung vorzutragen. Später studierte er Maschinenbau und Architektur in Frankreich, um sich dem Bauen mit natürlichen Rohstoffen zu widmen.
Im Jahr 1988 gründete Wangchuk im Alter von 22 Jahren seine erste Nichtregierungsorganisation, die Students’ Educational and Cultural Movement of Ladakh (SECMOL). Mit SECMOL gelang ihm der Aufbau einer alternativen, selbstverwalteten und ökologisch ausgerichteten Schule in einem Dorf in Ladakh.
Später arbeitete er im Dienst der Regionalverwaltung an einer Reform des Bildungssystems der gesamten Region. Er gründete das erste Printmagazin Ladakhs und arbeitete an einem Netzwerk, durch das regionale NGOs besser kooperieren konnten. Später plante er den Aufbau einer Hochschule, die Studierenden die Werkzeuge mitgeben soll, die ökologischen Probleme ihres Landes zu lösen.

## Wirken
Sonam Wangchuk ist für seine technischen Erfindungen bekannt, welche das Leben in der Bergwüste Ladakh verbessern sollen. Er entwickelte unter anderem ein solarbeheiztes Zelt, das er gemeinsam mit dem indischen Militär entwarf. Zudem entwarf er ein kostengünstiges Lehmhaus, das eine Temperatur von 15 Grad Celsius auch bei Außentemperaturen von minus 15 Grad Celsius aufrechterhalten kann.
Eine seiner erfolgreichsten Initiativen zielt auf das Wasserproblem in Ladakh ab. Wangchuk entwickelte seit 2013 gemeinsam mit SECMOL-Schülern sogenannte Eis-Stupas, hochhausgroße Eiskegel, die nach buddhistischen Bauwerken benannt sind. Diese künstlichen Gletscher speichern Wasser aus den Bergen, indem sie im Winter Wasser aus höher gelegenen Regionen ins Tal leiten, wo es gefriert. Die Kegelform sorgt dafür, dass das Eis im Frühjahr und Sommer nur langsam abschmilzt.
Der erste sechs Meter hohe Prototyp hielt das Wasser bis Mitte Mai verfügbar und speicherte 150.000 Liter Wasser. Später wurden größere Eis-Stupas gebaut, darunter ein 20 Meter hoher Eiskegel, der eine Plantage von 5000 Bäumen bis in den Juli hinein mit Wasser versorgen konnte. Die Technik nutzt physikalische Gesetze und benötigt keine Pumpen oder Energie.
Für seine Erfindung der Eis-Stupas erhielt Wangchuk 2016 den Rolex Award for Enterprise. Das Preisgeld investierte er in den Bau weiterer künstlicher Gletscher und in Aufforstungsprojekte.
In den letzten Jahren machte Wangchuk Schlagzeilen durch Proteste, in denen er mehr Autonomie für die Menschen in Ladakh forderte. Nachdem Ladakh 2019 zum Unionsterritorium ohne eigene Legislative wurde, setzte er sich für die Aufnahme Ladakhs in den sechsten Verfassungszusatz ein, der besondere Rechte für indigene Völker vorsieht. Er organisierte Märsche nach Delhi und trat in einen Hungerstreik, um auf die Anliegen Ladakhs aufmerksam zu machen.
Im Oktober 2024 wurde Wangchuk zusammen mit anderen Aktivisten von der Polizei in Delhi festgenommen, als er versuchte, in die Hauptstadt zu marschieren. Die Festnahme löste politische Kontroversen aus und führte zu Solidaritätsbekundungen verschiedener Politiker.

## Rezeption
Sonam Wangchuk wurde auch durch die Bollywood-Verfilmung „3 Idiots“ bekannt, in welcher der Charakter von Aamir Khan von ihm inspiriert wurde. Seine Arbeit und sein Engagement haben ihm nationale und internationale Anerkennung eingebracht.